# Nematogobius maindroni
Nematogobius maindroni és una espècie de peix de la família dels gòbids i de l'ordre dels perciformes.

## Morfologia
- Els mascles poden assolir 8 cm de longitud total.[1][2]

## Hàbitat
És un peix de clima tropical (20 °C-25 °C) i demersal.

## Distribució geogràfica
Es troba a l'Atlàntic oriental: des del Senegal fins al golf de Guinea i Angola.

## Observacions
És inofensiu per als humans.